# Romuva

Romuva-Symbol

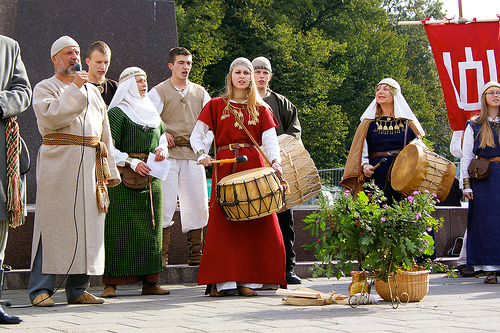
Religiöse Zeremonie

Romuva ist eine neoethnische Religionsorganisation, die sich in der Tradition der vorchristlichen litauischen Religion sieht. Der Name leitet sich vom altprußischen Heiligtum Romowe in Nadrauen ab, einem der letzten bedeutenden Heiligtümer des vorchristlichen Europas, das von Peter von Dusburg erstmals beschrieben wurde. Romuva ist eine vom litauischen Staat anerkannte religiöse Gemeinschaft.
Die Romuva-Bewegung wurde vom ostpreußisch-litauischen Lehrer Vydūnas (1868–1953) ins Leben gerufen. Die Kirche stützt sich vor allem auf das reichhaltige folkloristische Material der litauischen Kultur und ist, ähnlich der vergleichbaren Dievturi-Gemeinschaft in Lettland, im Kontext des nationalen Erwachens der baltischen Völker im 19. Jahrhundert zu sehen.
Das Symbol der Romuva-Bewegung, eine Eiche mit einer ewigen Flamme, erinnert an das Romowe-Heiligtum und symbolisiert die drei Ebenen des Seins – die Welt der Verstorbenen (die Vergangenheit), die Welt der Lebenden (die Gegenwart) und die göttliche Sphäre (die Zukunft), die in harmonischer Einheit miteinander verbunden sind.
Im Dezember 2024 stimmte der Seimas für die staatliche Anerkennung der Romuva. Damit einher gehen bestimmte Steuererleichterungen, und die Anerkennung der nach den traditionellen Riten geschlossenen Ehen.